# Organza

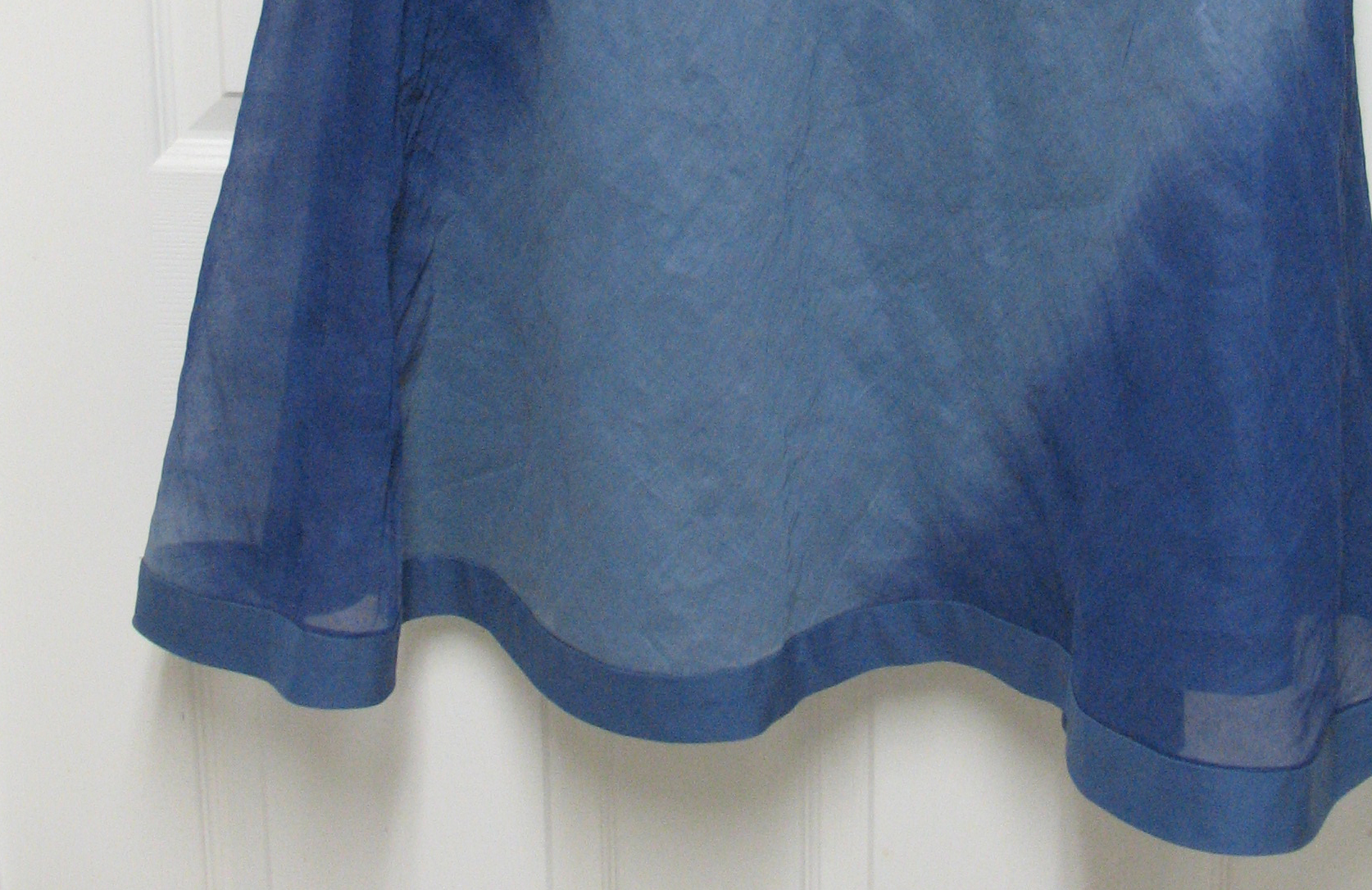
Organza

Organza är ett tunt, fintrådigt och glest tyg. Det lämpar sig bäst som material till exempelvis blusar och klänningar. Organza tillverkades ursprungligen av hårdtvinnat råsilke med två eller tre parter, 
men numera efterliknas även sidenorganza med syntetfibrer (polyester, rayon).
När råsilke används blir tyget styvt på grund av råsilkets naturliga beläggning med sericin, som ger en klistrande effekt. När syntetfibrer används uppnås styvheten genom separat klistring, appretur, efter vävningen.

## Etymologi
Tyget organza vävs med tråden organzine i varpen. Ordet härleds från italienska organzino, troligen syftande på den forna staden Organzi (numera Urganch, Урганч på uzbekiska = Urgentj på ryska) i västra Uzbekistan. Ordet finns nämnt i en skrift redan från 1150 i formen arcassin. 1627 finns ett förvrängt belägg i formen organsin. Urganch ligger nära den s.k. sidenvägen.